# Tamburi ad ovest
Tamburi ad ovest (Apache Rifles) è un film del 1964 diretto da William Witney.
È un film western statunitense con Audie Murphy, Michael Dante e Linda Lawson.

## Produzione
Il film, diretto da William Witney su una sceneggiatura di Charles B. Smith con il soggetto di Kenneth Gamet e Richard Schayer, fu prodotto da Grant Whytock per la Robert E. Kent Productions e girato nel Bronson Canyon a Los Angeles, e a Mojave e nel Red Rock Canyon State Park, in California.

## Distribuzione
Il film fu distribuito con il titolo Apache Rifles negli Stati Uniti dal 26 novembre 1964 al cinema dalla Twentieth Century Fox.
Alcune delle uscite internazionali sono state:
- in Finlandia il 12 febbraio 1965 (Viimeinen hyökkäys)
- in Svezia il 15 febbraio 1965
- in Danimarca il 26 marzo 1965 (Indianer-massakren)
- in Germania Ovest il 23 aprile 1965 (Aufstand in Arizona)
- in Austria nel luglio del 1965 (Aufstand in Arizona)
- in Francia (La fureur des Apaches)
- in Jugoslavia (Puske Apaca)
- in Brasile (Rifles Apaches)
- in Grecia (To geraki tou Texas)
- in Italia (Tamburi ad ovest)

## Promozione
La tagline è: "Caught in the Crossfire of Passions and Greed!".

## Critica
Secondo Leonard Maltin "il soggetto e la regia danno l'impressione di un fondo di magazzino e mortificano il potenziale del film".